# Magna Charta Universitatum
Magna Charta Universitatum (lat. Velika povelja sveučilišta) je dokument od dvije stranice koji su izradili Sveučilište u Bologni i Europska rektorska konferencija (danas Udruženje europskih sveučilišta).
Tekst je sastavljen i potpisan 18. rujna 1988. u Bologni, na 900. obljetnicu Bolonjskoga sveučilišta.
Dokument definira ključna načela koja podupiru postojanje sveučilišta kao što su akademske slobode i institucionalna autonomija.

### Članci
- Perić, Ratko. 2005. Profesorska kreativnost i metodika predavanja u duhu Bolonjske deklaracije. Vrhbosnensia. Univerzitet u Sarajevu – Katolički bogoslovni fakultet. Sarajevo. 9 (2): 361–364